# 中村隆道
中村 隆道（なかむら たかみち、1971年2月21日 - ）は、日本の男性歌手・ギタリスト・ソングライター・ラジオDJ・高校教諭。
千葉県千葉市生まれ。バンド・REVERSE DREAMのボーカル。

## 略歴
少年時代
小学生時代ではピアノ、中学生時代ではブラスバンド部でトランペットを務め、幼少期から音楽活動に携わっていた。高校進学後はアコースティック・ギターを使いはじめ、これが現在の音楽活動に続いている。
高校2年生の頃、中村はアメリカ合衆国・コロラド州のウエルド・セントラル・ハイスクールへ留学した。現地のブラスバンドに参加し、音楽祭にも州代表として出場した。
REVERSE DREAM結成
帰国後は早稲田大学教育学部に進学、同じころにバンド・REVERSE DREAMを結成した。中村は作詞・作曲とボーカル・ギターを務めた。下積み時代はバンドメンバーと杉並区阿佐ヶ谷に拠点を置き、そこで路上ライブを行っていた。
メジャー・デビュー
1994年、明治大学大学院に進学した同じ年に千葉県海上町主催のドラゴンエッグスーパーバンドコンテストで優勝した。翌1995年には1stシングル「遠景」をリリース、ソロでメルダックからメジャー・デビューを果たした。それ以降もアルバム4枚、シングル9枚をリリースした。
現在
アルバム「Sound of Spirit」をリリースした2008年を最後にCDのリリースは途絶えるが、現在もライブ活動や執筆活動を行っている。
2024年、元REVERSE DREAMのメンバーでボカロ制作者の町野嘉信（Machi）が「君だけにChristmas」を編曲し、ボーカロイドの花隈千冬がカバーした。

## 人物
作詞活動
中村は影響を受けた人物にイングランドの詩人であるパーシー・ビッシュ・シェリーを挙げている。1stアルバム「いつか辿りつく景色に…」の収録曲「シェリーの叫ぶあの詩のように」にシェリーとあるがこれは詩人のシェリーに由来する。
2007年、DRMに作詞提供。メンバーの一人・山本紗也加は後にE-girlsへ加入している。
専門分野（英語・外国語）
明治大学大学院時代より言語学を専攻し、認知言語学を専門としている。

## ディスコグラフィ

### シングル
- 遠景（1995年9月21日）[1]

1. 遠景
2. シェリーの叫ぶあの詩のように

- 大丈夫さ（1996年1月21日）[1]

1. 大丈夫さ
2. 足跡

- Hamlet Days（1996年6月26日）[1]

1. Hamlet Days
2. そんな毎日さ

- 風が泣いてる（1997年1月22日）[1]

1. 風が泣いてる
2. Take Your Way

- 愛してる（1997年4月23日）[1]

1. 愛してる
2. 声にならない季節

- waraushikanai!!（1998年10月21日）[1]

1. waraushikanai!!
2. GO FOR IT !

- It's all right （1999年5月26日）[1]

1. It's all right
2. 今はもう誰も愛せない

### マキシシングル
- 君だけにChristmas（1997年10月22日）

1. 君だけにChristmas
2. わかるかい？
3. この想いだけは
4. 君のために僕のために

- 明け方の路上から（1998年3月11日）

1. 明け方の路上から
2. Hey guys, right ?
3. 足跡 (New vocal tracks & Remix)
4. Lonely Actor (Acoustic Version)

- 群青の彼方へ（2000年10月26日）

1. 群青の彼方へ
2. それを夢と呼ぶなら
3. Sand Storm ～Inspire your soul !～

### アルバム
- いつか辿りつく景色に…（1996年2月21日）

1. REVERSE DREAM
2. そんな毎日さ
3. 大丈夫さ
4. 遠景
5. Lonely Actor
6. 風の中で君と
7. 離れて素直になるなんて
8. 岐路
9. 広島
10. シェリーの叫ぶあの詩のように
11. 君のために僕のために

- Hamlet Days（1996年11月21日）

1. 風が泣いてる
2. 声にならない季節
3. 聴いて
4. FIRST SIGHT
5. Sand Storm
6. 八方美人
7. あたりまえのことじゃなく
8. Take Your Way
9. 今夜までの二人
10. Silent Generation
11. Hamlet Days

- Do have a Dream（2003年10月8日）

1. Do have a Dream
2. soulmate
3. what should I say ?
4. one good thing
5. 明日への理由
6. 優しい瞬間
7. 悲しいメロディー
8. A stray rock' n' roller
9. ピアノが鳴りやまない
10. Listen to yourself
11. simple way

- Sound of Spirit（2008年2月21日）

1. It's all right
2. GO FOR IT !
3. 明け方の路上から
4. waraushikanai!!
5. それを夢と呼ぶなら
6. Hey guys, right ?
7. Sand Storm ～Inspire your soul !～
8. Mad Media Men
9. 足跡 (New vocal tracks & Remix)
10. Breath of Wind
11. 遠景 (solo)

## その他作品

### 作詞提供
- DRM - DRM（2007年6月27日）
  - 1.LEO - 作詞：中村隆道
  - 3.MONA LISA Overdrive - 作詞：中村隆道

## カバー
- 君だけにChristmas（2024年12月16日）- 作詞：中村隆道　作曲：中村隆道、町野嘉信　編曲：町野嘉信　歌：花隈千冬

## 出演

### CM
- 三菱電機グループ（1997年）

### ラジオ
- 葛飾エフエム放送- 中村隆道のHUMAN ROCK TERMINAL（毎週月曜日21:00～22:00）
- 文化放送 - 中村隆道の夜スペ!
- BAYFM - 三菱Born to Run with You